# کلیتون له مورز
کلیتون له مورز (به انگلیسی: Clayton-le-Moors) یک شهرک در بریتانیا است که در Hyndburn واقع شده‌است. کلیتون له مورز ۸٬۵۲۲ نفر جمعیت دارد.